# 兵庫縣立有馬高等學校
兵庫縣立有馬高等學校（ひょうごけんりつ ありまこうとうがっこう）簡稱「有高」，是日本兵库县三田市的一所公立高等学校。

## 沿革
学校于1896年9月9日在兵库县有馬郡三田町成立，當時名為三田町14箇町村組合立有馬農林学校，是一所农林学校。1900年10月2日改稱有馬郡立農林学校。1922年4月1日更名為兵庫縣立三田農業高等学校。1948年，兵庫縣立三田農業高等学校與兵庫縣立三田高等学校合併為兵庫縣立有馬高等学校。

## 外部連結
- 兵庫県立有馬高等学校 （页面存档备份，存于）
  - 人と自然科（全日制） （页面存档备份，存于）
  - 総合学科（全日制） （页面存档备份，存于）
  - 普通科（定時制） （页面存档备份，存于）
- 清陵会 （页面存档备份，存于）（同窓会）
- 育友会 （页面存档备份，存于）